# 브레라 식물원

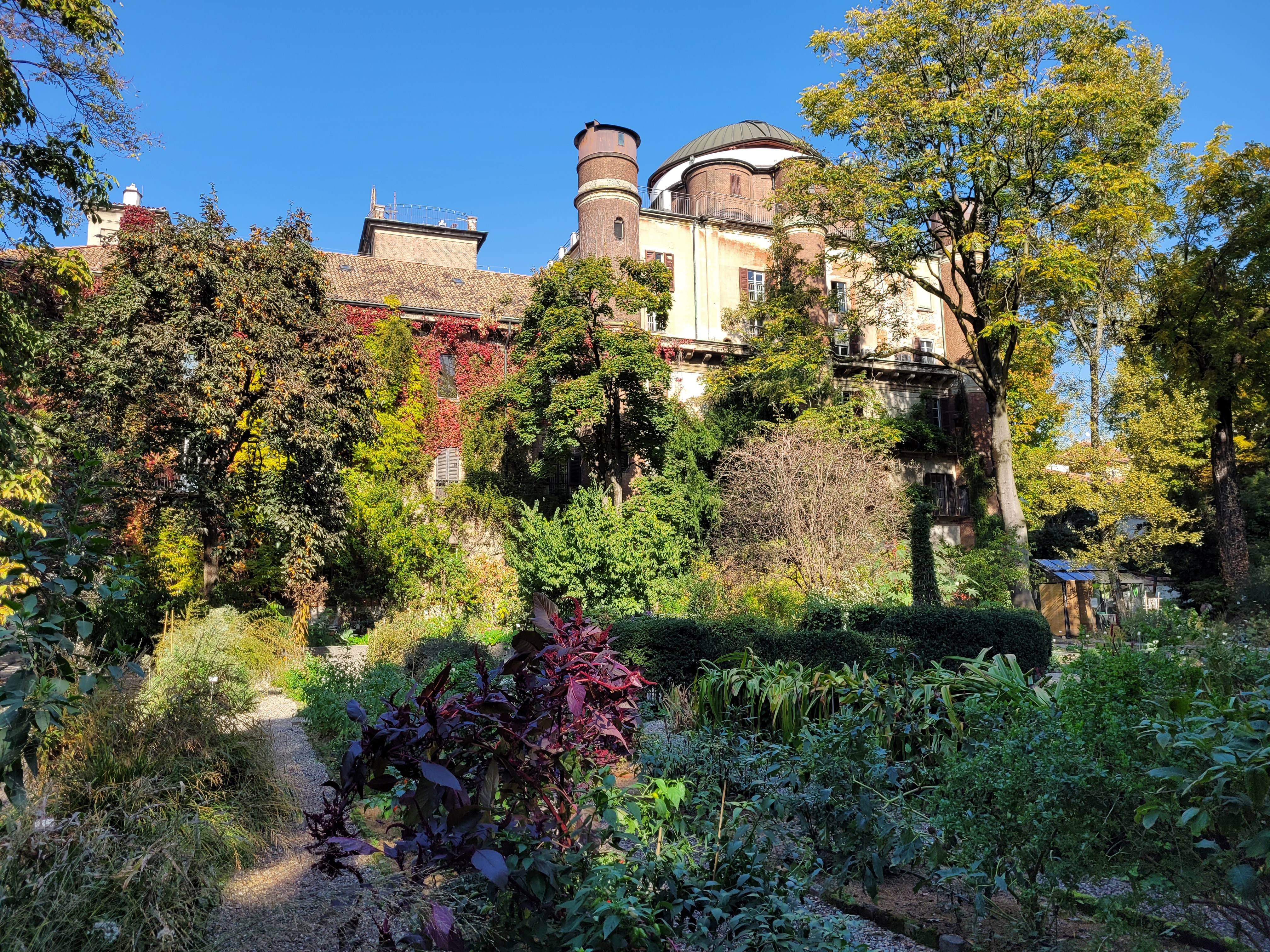
가을철의 브레라 식물원

브레라 식물원(이탈리아어: Orto Botanico di Brera)은 이탈리아 롬바르디아주 밀라노 도심의 브레라길 28번지에 위치한 식물원이다. 브레라궁 뒷편의 면적 5,000m² 규모의 부지에 조성되어 있으며, 밀라노 대학교의 일반 응용물리학 연구소 (Istituto di Fisica Generale Applicata)에서 운영한다. 주중에는 무료로 개방된다.
브레라 식물원은 1774년 오스트리아의 마리아 테레지아 여제의 지시로 풀겐치오 비트만 수도원장이 조성하였으며, 브레라궁의 예수회 정원을 식물원으로 가꾸어 의학과 약리학을 전공하는 학생들에게 연구용도로 제공하였다. 한동안 방치되고 폐허로 남은 상태로 남아있기도 하였으나 1998년 지금의 모습으로 복원되었다.
오늘날 정원은 벽돌 장식의 직사각형 화단이 주를 이루며, 18세기 타원형 연못, 19세기 거울과 온실 (현재는 브레라 미술관에서 사용)을 갖추고 있다. 이곳에는 유럽에서 가장 오래된 은행나무와 벽오동나무, 흑호두나무, 피나무의 성체가 있다.

## 같이 보기
- 식물원 목록